# Paulina nassaui hercegné
Paulina nassaui hercegné, született Paulina württembergi hercegnő (németül: Prinzessin Pauline von Württembrg, Herzogin von Nassau, teljes nevén Pauline Friederike Marie; Stuttgart, 1810. február 25. – Wiesbaden, 1856. július 7.) württembergi hercegnő, házassága révén Nassau hercegnéje.

## Élete
Paulina Friderika hercegnő a württembergi fővárosban 1810 februárjában jött világra Pál württembergi királyi herceg (1785–1852) és Sarolta Katalin szász–hildburghauseni hercegnő (1787–1847) negyedik gyermekeként, illetve második leányaként. Paulina hercegnő ifjúkorától kezdve hallászavarokkal küszködött.
1815-ben édesapja, Pál királyi herceg elhagyta Sarolta Katalin hercegnőt, és Párizsba költözött. A herceg magával vitte két leányát, Friderika Sarolta és Paulina hercegnőket is, míg fiait hitvesénél hagyta, elválasztva a testvéreket. A herceg a francia fővárosban léha, igénytelen életvitelt folytatott, ámbár megfordult a felsőbb irodalmi körökben. Leányai illemre nevelésére nem fordított nagy gondot, így később mind Friderika Sarolta hercegnőt, mind Paulina hercegnőt érték elmarasztalások az etikett terén.
1829. április 23-án Stuttgartban Paulina hercegnő feleségül ment I. Vilmos nassaui herceghez. I. Vilmos hercegnek ez már a második házassága volt: első neje és egyben Paulina hercegnő távoli rokona, Lujza szász–hildburghauseni hercegnő nyolc gyermekkel ajándékozta meg az uralkodó herceget, mígnem utolsó leánya világra hozatala közben elhunyt. Paulina hercegnő életét férje pokollá tette, az uralkodó kegyetlen tréfáinak gyakran szolgált célpontul a hercegnő hallásproblémája. A boldogtalan kapcsolatból öt gyermek származott:
- koraszülött leány (1830. április 27. – 1830. április 28.)
- Ilona Vilma hercegnő (1831. augusztus 12. – 1888. október 27.), ∞ I. György Viktor waldeck–pyrmonti herceg (1831–1893)
- Miklós Vilmos herceg (1832. szeptember 20. – 1905. szeptember 27.), ∞ Natalia Puschkin (1836–1913), Alekszandr Puskin lánya
- Zsófia Vilma hercegnő (1836. július 9. – 1912. december 30.), ∞ Bernadotte Oszkár Frigyes (1829–1907), később II. Oszkár néven Svédország és Norvégia királya

Noha nehéz, esetenként önfejű személyként írják le, Paulina nassaui hercegné népszerű volt az emberek körében, elsősorban jótékonysági tevékenységeire visszavezethetően. „Paulinenstiftung” néven otthont alapított leányok és nők számára; ez az intézmény szolgáltatta az alapot a majdani wiesbadeni kórháznak. A nassaui hercegné „Meine Leidensgeschichte” címen írta meg élete történetét.
1839-ben elhunyt I. Vilmos herceg. Örökébe első házasságából származó fia, Adolf herceg lépett, aki tisztelettel bánt megözvegyült mostohájával. Az uralkodó herceg 1841–1843 között Wiesbadenben Paulinenschlösschen néven külön palotát építtetett az özvegy hercegné és féltestvérei számára. Paulina hercegné 1843-ban költözött be az épületbe gyermekei társaságában. Élete hátralevő részét itt töltötte, mígnem 1856. július 7-én elhunyt.  Palotája a család birtokában maradt; 1945-ben a második világháború során bombatalálat érte, és megsemmisült. Még a hercegnő életében, 1847-ben neveztek el tiszteletére ugyancsak Paulinenschlösschen névre egy palotát Bad Soden városában.

## Fordítás
- Ez a szócikk részben vagy egészben a Pauline von Württemberg (1810–1856) című német Wikipédia-szócikk ezen változatának fordításán alapul.  Az eredeti cikk szerkesztőit annak laptörténete sorolja fel. Ez a jelzés csupán a megfogalmazás eredetét és a szerzői jogokat jelzi, nem szolgál a cikkben szereplő információk forrásmegjelöléseként.